# Dinamarca nos Jogos Olímpicos de Inverno de 1964
A Dinamarca competiu nos Jogos Olímpicos de Inverno de 1964, realizados em Innsbruck, Áustria.